# Rashid Yussuff
Rashid Yussuff (Whitechapel, Tower Hamlets , Inglaterra; 23 de septiembre de 1989) es un futbolista inglés de origen nigeriano. Juega como mediocampista y actualmente milita en Arka Gdynia de la Ekstraklasa.

## Clubes
| Club                             | País       | Año           |
| -------------------------------- | ---------- | ------------- |
| Charlton Athletic                | Inglaterra | 2006 - 2008   |
| Northwich Victoria F.C. (Cedido) | Inglaterra | 2008 - 2009   |
| Gillingham                       | Inglaterra | 2009 - 2010   |
| AFC Wimbledon                    | Inglaterra | 2010 - 2013   |
| Margate                          | Inglaterra | 2013          |
| Hayes & Yeading                  | Inglaterra | 2013-2014     |
| Zebbug Rangers FC                | Malta      | 2014-2015     |
| Arka Gdynia                      | Polonia    | 2015-presente |